# Mostra de Venise 2004
La Mostra de Venise 2004 — ou la 61e édition de la Mostra de Venise ou encore la 61e édition du Festival international du film de Venise (en italien : 61ª edizione della Mostra internazionale d'arte cinematografica) — est un festival de cinéma international qui s'est tenu à Venise en Italie du 1er septembre au 11 septembre 2004.
Le film Le Terminal de Steven Spielberg a été présenté en ouverture.

## Jury
- 2004 : John Boorman (président, Grande-Bretagne), Wolfgang Becker (Allemagne), Mimmo Calopresti (Italie), Scarlett Johansson (É.-U.), Spike Lee (É.-U.), Dušan Makavejev (Serbie-Monténégro), Helen Mirren (Grande-Bretagne), Pietro Scalia (Italie), Xu Feng (Taïwan).

## Films en compétition
- 5×2 de François Ozon
- Birth de Jonathan Glazer
- Café Lumière de Hou Hsiao-hsien
- Le Château ambulant (Hauru no ugoku shiro) de Hayao Miyazaki
- Chiens égarés (Sag-haye velgard) de Marzieh Meshkini
- Les Clefs de la maison (Le chiavi di casa) de Gianni Amelio
- Delivery de Níkos Panayotópoulos
- Le Grand voyage d'Ismaël Ferroukhi
- L'Intrus de Claire Denis
- Locataires de Kim Ki-duk
- Mar adentro d'Alejandro Amenábar
- Land of Plenty de Wim Wenders
- Palindromes de Todd Solondz
- La Pègre d'Im Kwon-taek
- Lavorare con lentezzade Guido Chiesa
- Ovunque sei de Michele Placido
- Rois et Reine d'Arnaud Desplechin
- Terre promise d'Amos Gitai
- Tout un hiver sans feu de Grzegorz Zgliński
- Udalyonnyy dostup de Svetlana Proskourina
- Vanity Fair : La Foire aux vanités (Vanity Fair) de Mira Nair
- Vera Drake de Mike Leigh
- The World (世界, Shijie) de Jia Zhangke

## Palmarès

### Palmarès officiel
- Lion d'or pour le meilleur film : Vera Drake de Mike Leigh
- Grand Prix spécial du jury : Mar adentro d'Alejandro Amenábar
- Lion d'argent du meilleur réalisateur : Kim Ki-duk pour Locataires (빈집, Bin-jip)[1]
- Coupe Volpi pour la meilleure interprétation masculine : Javier Bardem pour Mar adentro d'Alejandro Amenábar
- Coupe Volpi pour la meilleure interprétation féminine : Imelda Staunton pour Vera Drake de Mike Leigh
- Prix Marcello-Mastroianni du meilleur espoir : Marco Luisi et Tommaso Ramenghi pour Lavorare con lentezza de Guido Chiesa
- Prix Luigi-De-Laurentis pour la meilleure première œuvre : Le Grand voyage d'Ismaël Ferroukhi
- Lion d'or d'honneur : Manoel de Oliveira, Stanley Donen

### Autres prix
- Prix Robert-Bresson (décerné par l'Église catholique) : Manuel de Oliveira